# همولیز (پزشکی)
همولیز یا خون‌کافت به تجزیه یا انهدام گلبول‌های قرمز به گونه‌ای که هموگلوبین در محیطی که سلول‌ها در آن غوطه‌ورند آزاد شود گویند.
از جمله علل همولیز داروها، خودایمنی، انتقال خون نادرست، ترومای مکانیکی و زهر مار است.

## بیماری‌های ایجادکنندهٔ مرتبط با همولیز
بیماری‌های زیادی می‌توانند موجب تخریب گلبول‌های قرمز شوند. مهم‌ترین این بیماری‌ها شامل موارد زیر است.
- تالاسمی
- کم‌خونی داسی‌شکل
- کم‌خونی پرنیشیوز
- التهاب طحال
- کمبود آنزیم G6PD (گلوکز ۶-فسفات دهیدروژناز)
- عفونت‌های سیستمیک
- بیماری فاویسم

موارد بالا مهم‌ترین بیماری‌های ایجاد کننده همولیز هستند. علاوه بر این بیماری‌ها، ممکن است برخی داروها و مواد شیمیایی نظیر برخی آنتی‌بیوتیک‌ها یا ترکیبات حاوی فرمالدهید نیز موجب همولیز خون شوند.